# Ідрія (містечко)
Ідрія (словен. Idrija) — маленьке містечко і община регіону Горишка Словенії. Висота над рівнем моря: 334,5 м. Община має населення 11.990 осіб і площу 293.7 km². Відоме своїми ртутними шахтами (нині в процесі закриття) та мереживом. Поруч з Ідрією була виявлена археологічна знахідка близько 43 100 річної стегнової кістки неповнолітнього печерного ведмедя, яка може бути доісторичною флейтою.